# Sabit Hadžić
Sabit Hadžić (Sarajevo, 7 agosto 1957 – Adalia, 3 marzo 2018) è stato un cestista e allenatore di pallacanestro bosniaco, fino al 1992 jugoslavo.

## Carriera
Con la Jugoslavia ha disputato i Giochi olimpici di Los Angeles 1984.
Da allenatore ha guidato la Bosnia ed Erzegovina a quattro edizioni dei Campionati europei (1997, 1999, 2001, 2011).

## Palmarès

### Giocatore
- YUBA liga: 3

Bosna: 1977-78, 1979-80, 1982-83
- Coppa di Jugoslavia: 2

Bosna: 1978, 1984
- Coppa dei Campioni: 1

Bosna: 1978-79

### Allenatore
- Campionato bosniaco: 1

Bosna: 1998-99
- Saudi Premier League

Al-Ittihad Jeddah: 2012-13
- Supercoppa del Kosovo

Pristina: 2015